# Quadro 4
Le Quadro4 est le premier scooter à quatre roues inclinables, il a été développé par l'entreprise suisse Quadro Vehicles, devenue Qooder (en), de Vacallo, et monté à Taiwan.
Le scooter a été présenté dans sa version définitive lors du Salon de Milan d'octobre 2014. Il est disponible à la vente depuis le printemps 2015,.

## Description
Le Quadro 4 reçoit l'homologation L5e (tricycle à moteur). Pour intégrer cette catégorie, il faut que l'écartement des deux roues avant soit d'au moins 460 mm. Afin d’être considéré comme un tricycle à moteur (homolagation L5e) et non comme un quad, le quatre-roues propose une petite subtilité. Pour que les deux roues arrière soient considérées par la réglementation comme une roue unique, l'écartement est réduit à 450 mm. L'entreprise a également mis sur le marché le scooter à trois roues Quadro 350D. L'engin dispose de deux roues motrices.

## Hydraulic Tilting System (HTS)
Le HTS est constitué de trois vérins, deux vérins sont placés entre les roues afin de permettre l'inclinaison du véhicule, un troisième, installé en position frontale, assure l'amortissement à plus de 80 %. Les trois vérins sont reliés ensemble, lors de l'inclinaison, l'huile passe d'un vérin latéral à l'autre via un système de clapets qui permettent l'inclinaison et l'amortissement latéral, tandis qu'au freinage, l'huile des deux vérins latéraux alimente le vérin central.

## Permis de conduire
En France, les tricycles à moteur de catégorie L5e peuvent être conduits par les titulaires de permis B sous certaines conditions :
- être âgé de 21 ans ;
- être titulaire du permis B depuis au moins deux ans ;
- avoir suivi une formation pratique de sept heures dispensée par un établissement ou une association (loi 1901) agréés au titre de l'article L.213-1 ou L.213-7.

Toutefois, ces deux dernières conditions ne sont pas exigées des conducteurs qui justifient d'une pratique de la conduite d'un véhicule de la catégorie L5e ou d'une motocyclette légère (125 cm3) au cours des cinq années précédant le 1er janvier 2011.
La conduite des trois-roues avec le permis B reste interdite en Europe depuis l'harmonisation de 2013. L'autorisation de conduire la catégorie L5E par la formation de sept heures ou l'attestation de l'assureur n'est valable que sur le territoire français. Dans les faits, tous les pays de l'Union européenne pratiquent l'équivalence permis B/catégorie L5E, à l’exception de la Grèce.

## Modèles similaires
- Gilera Fuoco 500 LT[7]
- Peugeot Metropolis
- Piaggio MP3 / Gilera Fuoco 500ie
- Vectrix VX-3 Li+[8]
- Yamaha Tricity[9]
- Yamaha 01GEN (prototype)[10]